# 九艘泊
九艘泊（くそうどまり）は、青森県むつ市脇野沢にある下北半島の南西端の漁村。江戸時代ころには既に港町として栄えた。「北限のサル（ニホンザル）」生息地としても知られる。

## 概要
江戸時代初期、盛岡藩（南部藩）は北郡の田名部通に5つの港(通称、田名部五ヶ湊)を開港。大畑、大間、奥戸（おこっぺ）、大平（おおだいら）とともに五ヶ湊に数えられ、15世紀半ば頃には諸国廻船の出入りが認められ、廻船問屋も置かれたともいわれる。しかし、約半世紀後の1699年（元禄12年）、盛岡藩は新たに田名部七ヶ湊を選定。九艘泊は外され、代わって4㎞ほどの東の脇野沢が加えられた。以来、脇野沢がこの地の中心集落となる。
九艘泊は現在は小さな漁村に過ぎない。背後まで山が迫る地形のため耕作地は少なく、袋状の入り江に面して舟小屋を並べ、その後方に主屋が配置される。漁港整備により、現在は舟小屋は使用されていない。現在はタラ漁が盛んで、イワシの焼き干しが特産品であるほか、カワハギを青森弁で「テッテ」または「チェッチェ」と呼びカワハギの干したものを「干しテッテ」と呼び、特産品になっている。

## 地名の由来
様々な説が存在するが、その一つにかつて武士が乗船した10艘のうち9艘の船が時化を回避するために避難したという伝説が残るほか、船の一つが源義経の船であったという伝説、源義経一行が九艘の船を停泊させた、義経一行に九艘の船を寄贈したという伝説もあるなど諸説紛々である。集落の入り口付近にある「琵琶石」と呼ばれる岩には、「義経が琵琶を奏で悪天候の回復を祈願した」、あるいは「弁天が座り琵琶を奏でた」などとも言い伝えられる。こうした様々な伝説に由来し、名付けられたと考えられている。

## 周辺情報
- 下北半島国定公園：村内の西海岸部の一部
- 北限のニホンザル：天然記念物
- ニホンカモシカ：特別天然記念物
- 愛宕山公園：陸奥湾を一望する。
- 愛宕山海水浴場
- 鯛島
- 七引園地：体験学習施設の「鱈の里」、ニホンザルを野生に近い状態にて飼育している「野猿公苑」など。
- 貝崎園地
- 八幡宮大祭